# Vuilleminiaceae
Vuilleminiaceae es una familia de hongos del orden Corticiales. La familia en su sentido actual se basa en la investigación molecular y contiene sólo tres géneros de hongos corticoides de clima templado. 
Todos los hongos de la familia son saprotrofos que pudren la madera y crecen en ramas muertas de árboles y arbustos. La distribución es exclusivamente templada, encontrándose las especies Cytidia y Vuilleminia en el hemisferio norte y las especies Australovuilleminia en el sur. Solo 12 especies están incluidas actualmente dentro de la familia.

## Taxonomía
El concepto de familia fue introducido por el micólogo francés René Maire en 1902, pero el nombre "Vuilleminiacaeae" no se publicó hasta 1907 cuando Johannes Paulus Lotsy adoptó los conceptos de Maire para su trabajo sobre la sistemática fúngica. Como se concibió originalmente, la familia acomodaba especies dentro de los hongos corticioides que tenían basidios "quiásticos" (basidios con husos nucleares dispuestos transversalmente), que se pensaba que era un carácter primitivo que vinculaba a las Vuilleminiaceae con Tulasnellaceae y el orden Tremellales. Sin embargo, la familia no fue ampliamente adoptada, la mayoría de los textos micológicos prefirieron colocar todos los hongos corticioides (incluidas las especies de Vuilleminia) en la familia Corticiaceae.
Sin embargo, el último nombre no se publicó hasta 1910, lo que convirtió a Vuilleminiaceae en un nombre anterior para el grupo, como señaló Jülich en 1981. Como resultado, Corticiaceae se conservó frente a Vuilleminiaceae según el Código Internacional de Nomenclatura Botánica, pero esta supresión del nombre sólo se aplica si las dos familias se consideran idénticas.
La investigación molecular, basada en el análisis cladístico de la secuencia de ADN, ha resucitado y redefinido las Vuilleminiaceae para un pequeño clado de hongos corticioides distintos de Corticiaceae. En la actualidad, la familia solo contiene especies de los géneros Australovuilleminia, Cytidia y Vuilleminia.

### Géneros
- Australovuilleminia
- Cytidia
- Vuilleminia